# Lego Quatro

Logo de la gamme

Lego Quatro est une gamme de briques Lego emboitables produites entre 2004 et 2006 à destination des très jeunes enfants.

## Historique
Il a succédé à Lego Baby, alias Lego Primo.
Lors du salon du jouet de Nuremberg de 2004, Lego Group annonce la création d'un nouveau modèle de briques, les Lego Quatro, avec une sortie annoncée pour le mois de juin de la même année. Les briques ont des dimensions doublées sur les trois dimensions en comparaison des briques Duplo et sont destinées aux enfants de 1 à 3 ans.
La gamme a été arrêtée en 2006.